# Greta Scacchi
Greta Scacchi, właśc. Greta Gracco (ur. 18 lutego 1960 w Mediolanie) – włosko-australijska aktorka filmowa i teatralna, zdobywczyni nagrody Emmy, nominowana do Złotego Globu.

## Życiorys

### Wczesne lata
Urodziła się w Mediolanie jako córka Pameli Carsanigi, angielskiej tancerki i antykwariuszki, oraz Luca Scacchi Gracco, włoskiego handlarza dziełami sztuki i malarza. Jej rodzice rozwiedli się, gdy miała cztery lata. Wtedy matka z Gretą i jej dwoma starszymi braćmi wróciła do rodzinnej Anglii, najpierw do Londynu, a potem do Haywards Heath. W 1975 roku, po ślubie matki z włoskim naukowcem Giovanni Carsanigą, rodzina przeniosła się do Perth w Australii, gdzie jej ojczym był profesorem języka włoskiego na University of Western Australia. Uczęszczała do Shenton College/Hollywood Senior High School i dołączyła do University Dramatic Society, gdzie zadebiutowała w New Dolphin Theatre w przedstawieniu Edwarda Bonda Wczesny poranek (Early Morning). Pracowała w Australii jako pasterka, a potem jako tłumaczka języka włoskiego.

### Kariera
W 1977 roku powróciła do Londynu, gdzie uczyła się aktorstwa w Bristol Old Vic Theatre School, a jej koleżanką ze studiów była Miranda Richardson.
Grała niewielkie role teatralne oraz brała udział w reklamach. Wkrótce trafiła na ekran w jednym z odcinków brytyjskiego serialu BBC Bergerac (1981), dramacie Dominika Grafa Druga twarz (Das Zweite Gesicht, 1982) w roli Anny i krótkometrażowej komedii Punktualnie co do minuty (Dead on Time, 1983) z Rowanem Atkinsonem. W 1984 roku zdobyła nominację do nagrody BAFTA w kategorii Najbardziej obiecujący debiut aktorski za postać Olivii w melodramacie Jamesa Ivory W upale i kurzu (Heat and Dust, 1983) wg powieści Ruth Prawer Jhabvala.
Wystąpiła potem w komedii romantycznej Dušana Makavejeva Dziecko Coca-Coli (1985) z Erikiem Robertsem, włoskim dramacie Paolo i Vittorio Tavianich Dzień dobry, Babilonio (Good Morning, Babylon, 1987) z Vincentem Spano i Charlesem Dance, filmie sensacyjnym Michaela Radforda Biała intryga (1988) z Charlesem Dance, dramacie kryminalnym Alana J. Pakuli Uznany za niewinnego (1990) z Harrisonem Fordem i czarnej komedii Roberta Altmana Gracz (1992). Odrzuciła rolę Catherine Tramell w dreszczowcu Paula Verhoevena Nagi instynkt (1992), którą później zagrała Sharon Stone.
W 1988 roku w Los Angeles Greta i Valeria Golino były współlokatorkami. Zasiadała w jury konkursu głównego na 49. MFF w Cannes (1996) oraz w jury sekcji "Cinéfondation" na 52. MFF w Cannes (1999).
Za kreację carycy Aleksandry Romanowej w telewizyjnym dramacie historycznym HBO Uli Edela Rasputin (Rasputin: Dark Servant of Destiny,) z Alanem Rickmanem, w 1996 roku otrzymała Emmy oraz nominację do Złotego Globu i Satelity w kategorii Najlepsza aktorka drugoplanowa w serialu, miniserialu lub filmie telewizyjnym. W 1998 roku ponownie była nominowana do Satelity za rolę Penelopy w filmie Odyseja (The Odyssey, 1997). Rola włosko-australijskiej samotnej matki w dramacie Dziewczyna do wzięcia (Looking for Alibrandi, 2000) przyniosła jej nagrodę Australian Film Institute. W 2007 roku Gildii Aktorów Ekranowych w kategorii Wybitny występ aktorki w miniserialu lub filmie telewizyjnym za rolę Noli Johns telewizyjnym westernie Waltera Hilla Przerwany szlak (Broken Trail, 2006) z Robertem Duvallem i Thomasem Hadenem Churchem.
Występowała też na deskach teatrów w Europie, Australii i Ameryce. W 2008 na scenie Arnoud Theatre w Guildford zagrała rolę Hester w spektaklu Głębokie błękitne morze autorstwa Terence’a Rattigana.
W 2009 wraz z Emilią Fox i Terrym Gilliamem wzięła udział w akcji Międzynarodowej Unii Ochrony Przyrody – ochrony ryb w wodach europejskich.

## Życie prywatne
W latach 1983–1989 była związana z nowozelandzkim muzykiem Timem Finnem. Ze związku z aktorem Vincentem D’Onofrio (1989–1993) ma córkę Leilę George (ur. 20 marca 1992). Ze związku z włoskim trenerem piłkarskim Carlo Mantegazzą (1997–2010) ma syna Matteo (ur. 1998).

## Filmografia

### Filmy fabularne
- 1985: Dziecko Coca-Coli jako Terri
- 1988: Biała intryga jako lady Diana Broughton
- 1990: Uznany za niewinnego jako Carolyn Polhemus
- 1992: Gracz jako June Gudmundsdottir
- 1994: Wersja Browninga jako Laura Crocker-Harris
- 1994: Prowincjonalne życie jako Deborah Voysey
- 1995: Jefferson w Paryżu jako Maria Cosway
- 1996: Rasputin jako caryca Alexandra
- 1996: Emma jako pani Weston
- 1997: Odyseja jako Penelopa
- 1998: Purpurowe skrzypce jako Victoria Byrd (Oksford)
- 1998: Makbet (TV) jako Lady Makbet
- 2003: Sztorm na Bałtyku jako Julia Reuter
- 2004: Wielkie życie jako Mary Duvan
- 2005: Plan lotu jako terapeutka
- 2008: Powrót do Brideshead jako Cara
- 2018: Ostateczna operacja jako Vera Eichmann

### Seriale
- 1981: Bergerac jako Annie
- 2002: Daniel Deronda jako Lydia Glasher
- 2006: Agatha Christie: Panna Marple jako Tuppence Beresford
- 2013: Poirot jako pani Burton-Cox
- 2015: Anno Domini – Biblii ciąg dalszy jako Maria z Nazaretu
- 2016: Wojna i pokój jako hrabianka Wiera Rostowa
- 2017: Wersal: Prawo krwi jako Madeleine de Foix
- 2017: Terror jako Lady Jane Franklin